# Exochus pedanticus
Exochus pedanticus là một loài tò vò trong họ Ichneumonidae.